# Zaoshi (köpinghuvudort i Kina, Hubei Sheng, lat 30,86, long 113,33)
Zaoshi (kinesiska: 皂市, 皂市镇) är en köpinghuvudort i Kina. Den ligger i provinsen Hubei, i den centrala delen av landet, omkring 95 kilometer väster om provinshuvudstaden Wuhan. Antalet invånare är 68 272. Befolkningen består av 32 204 kvinnor och 36 068 män. Barn under 15 år utgör 11,0 %, vuxna 15-64 år 78 %, och äldre över 65 år 10,0 %.
Runt Zaoshi är det tätbefolkat, med 613 invånare per kvadratkilometer. Närmaste större samhälle är Jiuzhen, 16,6 km sydväst om Zaoshi. Trakten runt Zaoshi består till största delen av jordbruksmark.
Genomsnittlig årsnederbörd är 1 371 millimeter. Den regnigaste månaden är juli, med i genomsnitt 192 mm nederbörd, och den torraste är december, med 18 mm nederbörd.